# Indian Overseas Bank
Indian Overseas Bank est une banque dont le siège social est situé à Chennai en Inde. Elle est créée en 1937. Elle est détenue par l'état indien depuis sa nationalisation en 1969. Elle a été partiellement privatisée en 2000.